# گارد ریاست‌جمهوری یمن
گارد جمهوری یمن (به عربی:الحرس الجمهوری الیمنی) در انقلاب یمن برای سرکوب شورشیان تاسیس شد پیشینه این سازمان به قبل از اتحاد دو یمن برمیگردد.